# 高山市立大八中学校
高山市立大八中学校（たかやましりつ おおはちちゅうがっこう）は、岐阜県高山市に存在した公立中学校。

## 概要
- 旧・大野郡大八賀村の中学校であり、三福寺、松之木、五名、漆垣内、大洞、塩屋、山口、大島、上野が校区であった。
- 1977年に高山市立岩滝中学校と統合し、高山市立東山中学校の新設により廃校。
- 跡地は大八グラウンドとなっている。

## 沿革
- 1947年（昭和22年）4月 - 大野郡大八賀村に大八賀村立大八中学校として開校。大八賀村立大八小学校の校舎の一部を仮校舎とする。大八賀村立岩滝小学校に大八中学校岩滝分校を設置。
- 1948年（昭和23年）
  - 4月 - 岩滝分校が大八賀村立岩滝中学校として独立する。
  - 7月 - 大八小学校の隣接地に独立校舎が完成。
- 1949年（昭和24年）7月 - 校舎を増築する。
- 1951年（昭和26年）11月 - 校舎を増築する。
- 1955年（昭和30年）4月1日 - 大八賀村が高山市に編入される。同時に高山市立大八中学校に改称する。
- 1967年（昭和42年）9月 - 1965年に廃校となった、旧・大八小学校の校舎に移転する。
- 1968年（昭和43年）1月 - 北小学校上野分校の校区（上野町）が校区となる。
- 1977年（昭和52年）3月 - 統合され、東山中学校の新設により廃校。